# Gephyreaster
Gephyreaster is een geslacht van kamsterren uit de familie Pseudarchasteridae.

## Soort
- Gephyreaster swifti (Fisher, 1905)